# فرانتس رایشلایتنر
فرانتس رایشلایتنر (به آلمانی: Franz Reichleitner) (زاده ۲ دسامبر ۱۹۰۶- مرگ ۳ ژانویه ۱۹۴۴) یک افسر اتریشی در دوره رایش سوم و از ۱ سپتامبر ۱۹۴۲ تا ۱۷ اکتبر ۱۹۴۳ فرمانده اردوگاه مرگ سوبیبور بود.او در مقام فرماندهی اردوگاه در نسل‌کشی یهودیان شرکت داشت.وی در ۳ ژانویه ۱۹۴۴ در رییکا ترور شد.